# Bipontum
Bipontum (deutsch: Zweibrücken) ist der neulateinische Name der Stadt Zweibrücken in Rheinland-Pfalz, Deutschland, der in neulateinischen Texten hauptsächlich in der Zeit vom 16. bis zum 19. Jahrhundert gebraucht wurde.
Das Adjektiv Bipontinus, ~a, ~um (deutsch: der, die, das Zweibrückische, unbestimmt: ein, eine, ein Zweibrückische(r), auch: der, die, ein, eine Zweibrücker(in)) wird – den Regeln der lateinischen Sprache entsprechend – dem Substantiv nachgestellt und mit diesem flektiert. In neulateinischen Texten werden Satzanfänge groß-, Substantive klein-, Namen und von Namen abgeleitete Adjektive großgeschrieben; man schreibt also editiones Bipontinae usw.